# Simbolurile Jiahu

Exemple de simboluri Jiahu.

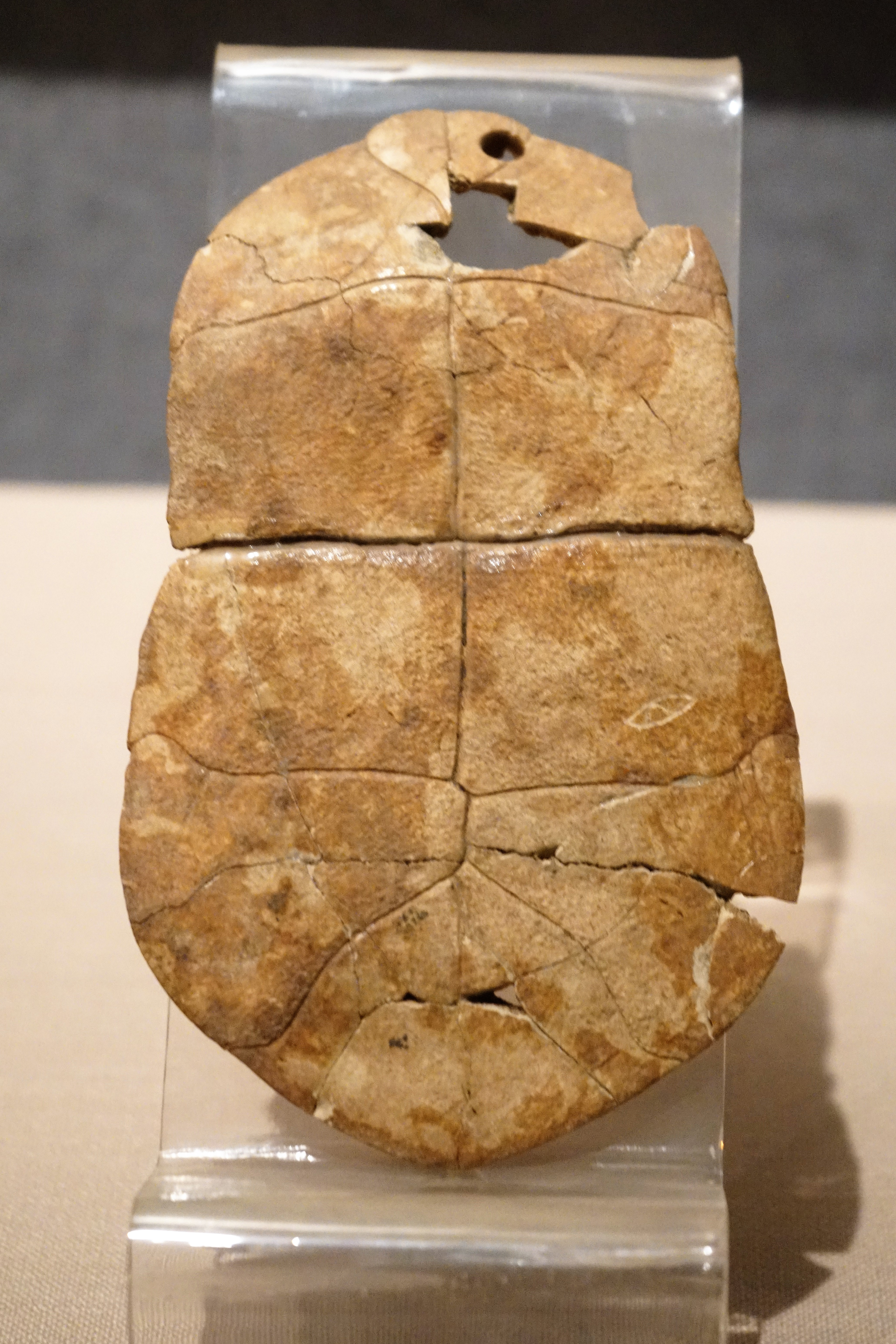
Una dintre carapacele de țestoasă pe care sunt gravate simbolurile Jiahu

Simbolurile jiahu (în chineză: 賈湖契刻符號, transilterat cu pinyin: Jiǎhú qìkè fúhào) se referă la 16 simboluri distincte de pe artefacte preistorice găsite la Jiahu, într-un sit al culturii Peiligang din provincia Henan, din centrul Chinei, sit care a fost excavat în 1999. Situl Jiahu datează din 6600 î.Hr.